# Asturias (escultura)

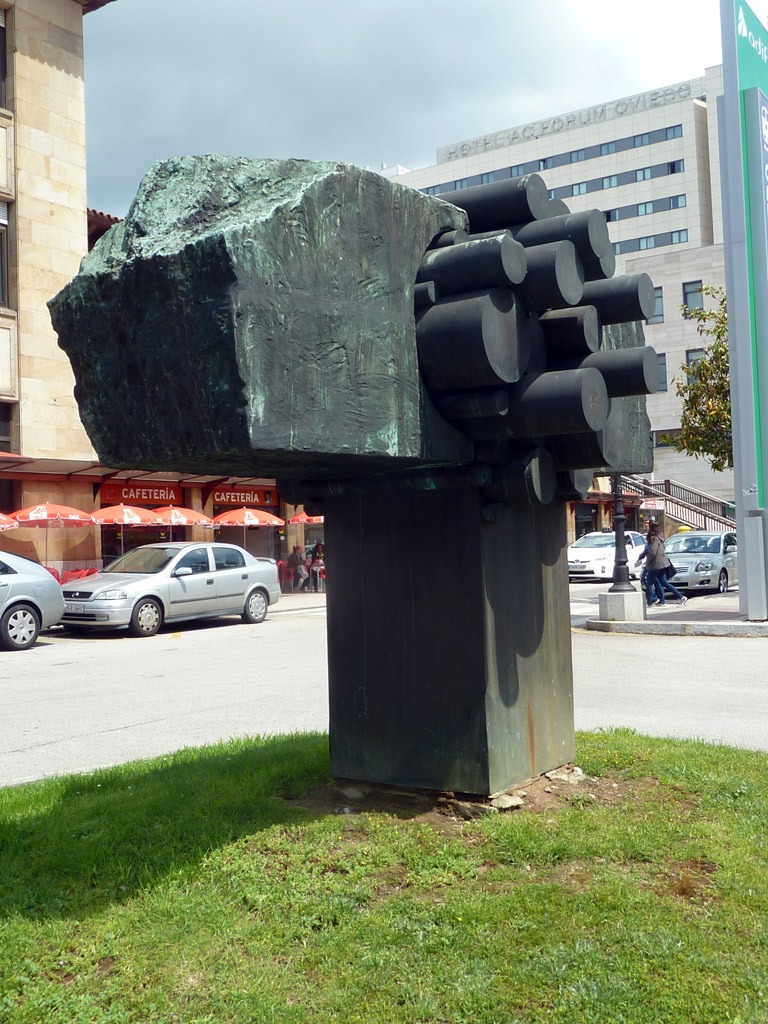
Asturias.

La escultura urbana conocida por el nombre de Asturias, ubicada en la calle Uría, frente a la estación conjunta Renfe-Feve, en la ciudad de Oviedo, Principado de Asturias, España, es una de las más de un centenar que adornan las calles de la mencionada ciudad española.
El paisaje urbano de esta ciudad se ve adornado por obras escultóricas, generalmente monumentos conmemorativos dedicados a personajes de especial relevancia en un primer momento, y más puramente artísticas desde finales del siglo XX.
La escultura, hecha en carbón y acero, es obra de José Noja, y está datada en 1991. La compañía ferroviaria Renfe encargó en 1991 al escultor José Noja una obra que permitiera adornar la estación ferroviaria de Oviedo. La obra, de grandes dimensiones, trata de ser un homenaje al Principado de Asturias, por lo que utiliza en ella elementos característicos de  la actividad industrial asturiana, como es el carbón.